# غريغوري توني
غريغوري توني (27 مايو 1978 بسانت رافاييل في فرنسا - ) (بالفرنسية: Gregory Tony)‏ هو ملاكم كيك بوكسينغ وملاكم تايلندي وملاكم فرنسي.

## روابط خارجية
- غريغوري توني على موقع بوكس ريك (الإنجليزية) (registration required)
- غريغوري توني على موقع شيردوغ (الإنجليزية)